# Poa rupicola
Poa rupicola är en gräsart som beskrevs av George Valentine Nash och Per Axel Rydberg. Poa rupicola ingår i släktet gröen, och familjen gräs. Inga underarter finns listade i Catalogue of Life.